# Municipio de Cuzamá
El municipio de Cuzamá es uno de los 106 municipios que constituyen el estado mexicano de Yucatán. Se encuentra localizado al este del estado y aproximadamente a 26 kilómetros al este de la ciudad de Mérida. Cuenta con una extensión territorial de 150.73 km². Según el II Conteo de Población y Vivienda de 2005, el municipio tiene 4,800 habitantes, de los cuales 2,445 son hombres y 2,355 son mujeres.

## Toponimia
De la maya, Kusam, golondrina, y ja', agua, sinificando agua de golondrinas.

## Descripción geográfica

### Ubicación
Cuzamá se localiza al este del estado entre las coordenadas geográficas 20º 40’ y 20º 48’ de latitud norte, y 89° 18’ y 89° 29’ de longitud oeste; a una altitud promedio de 17 metros sobre el nivel del mar.
El municipio colinda al norte con los municipios de Acanceh y Seyé; al sur con Homún; al este con Homún y al oeste con Tecoh. Está ubicado el municipio en la denominada zona henequenera de Yucatán.

### Orografía e hidrografía
En general posee una orografía plana, no posee zonas accidentadas de relevancia; sus suelos se componen de rocas escarpadas, su uso es ganadero, forestal y agrícola. El municipio pertenece a la región hidrológica Yucatán Norte. Sus recursos hidrológicos son proporcionados principalmente por corrientes subterráneas; las cuales son muy comunes en el estado. En el municipio hay 6 cenotes, de los cuales el más importante es el Xcalahá, localizado al centro del municipio.

### Clima
Su principal clima es el cálido semiseco; con lluvias en verano y sin cambio térmico invernal bien definido. La temperatura media anual es de 26.3º°C, la máxima se registra en el mes de mayo y la mínima se registra en enero. El régimen de lluvias se registra entre los meses de mayo y julio, contando con una precipitación media de 1,200 milímetros.

## Turismo

### Sitios de interés
| - Monumento arqueológico Chuncanan - Monumento arqueológico Xculab - Monumento arqueológico Eknakán - Exhacienda Xcuchbalam - Templo de Santísima Trinidad - Templo de San Francisco de Asís - Varios cenotes en la cercanía de la cabecera municipal, que constituyen un paseo interesante. Particularmente tres son atractivos: Chelentún (piedra acostada); Chansinic'Ché (árbol de hormigas); Bolón-Chohol (hoyo de murciélago). |

### Galería de imágenes de los cenotes de Cuzamá

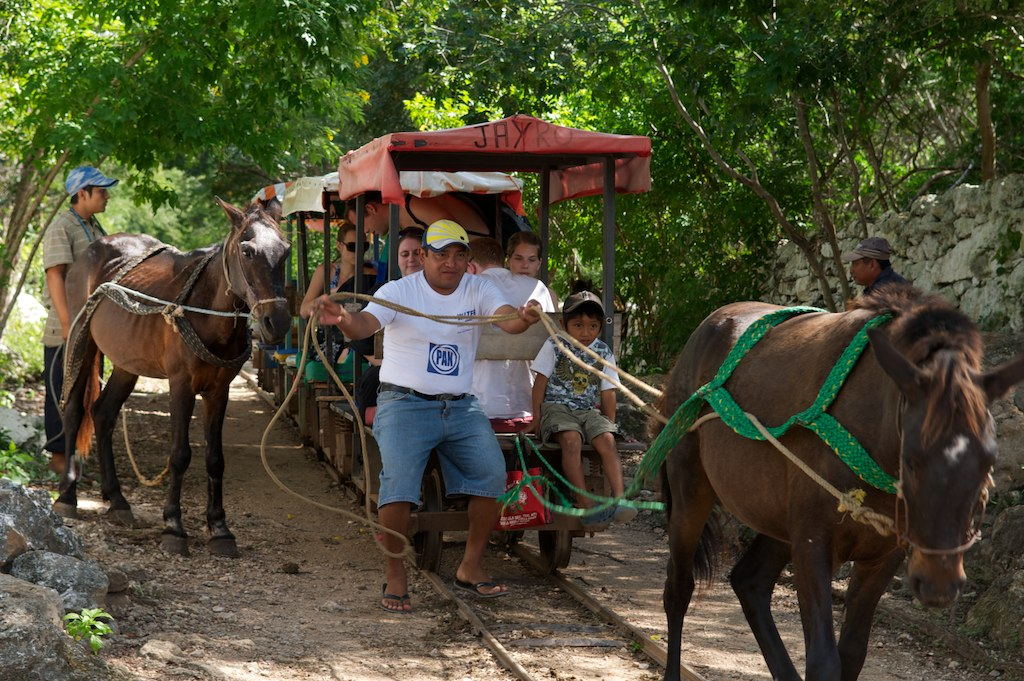
Un viejo sistema Decauville con tracción animal sirve para transportar a los turistas que visitan los cenotes.
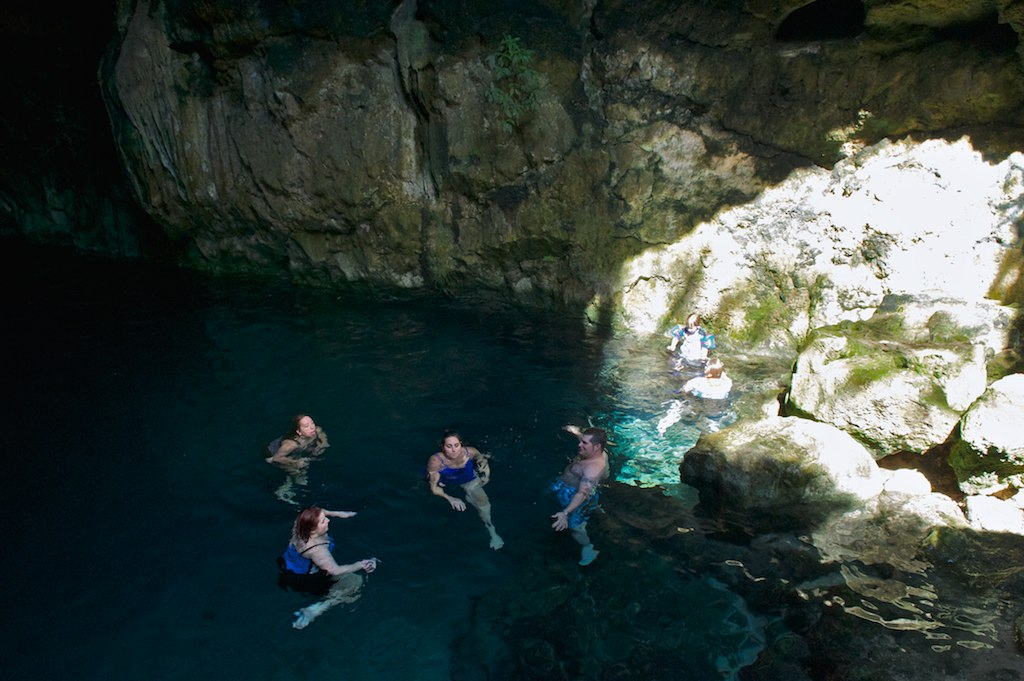
Cenote Chelentún. El primero de la serie de tres cenotes muy visitados por turistas de todas partes del mundo.
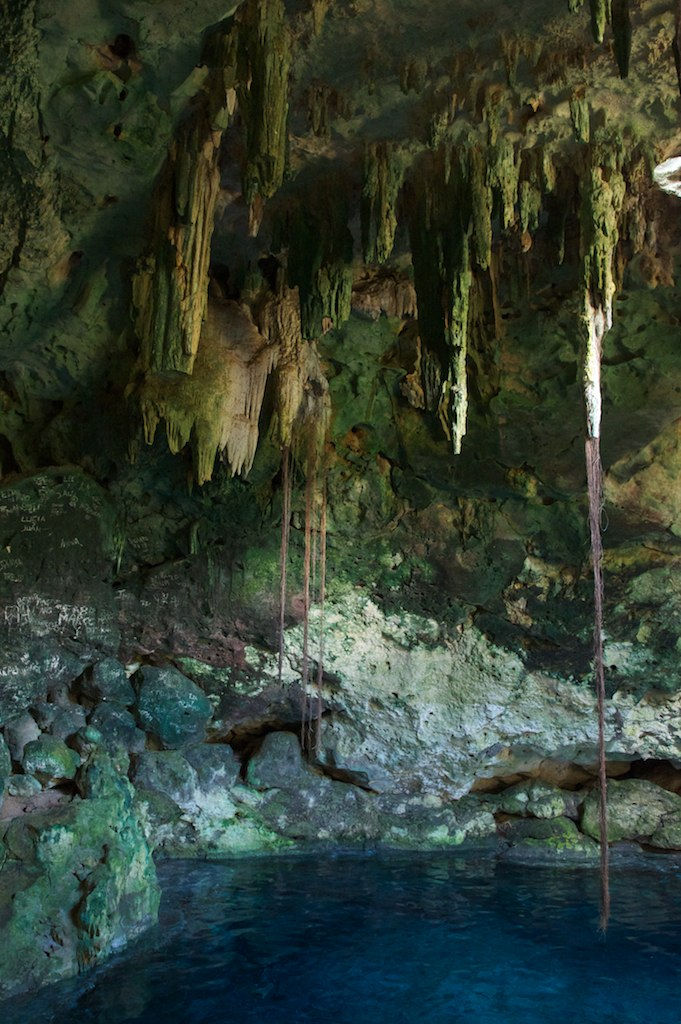
Cenote Chansinic'Ché.
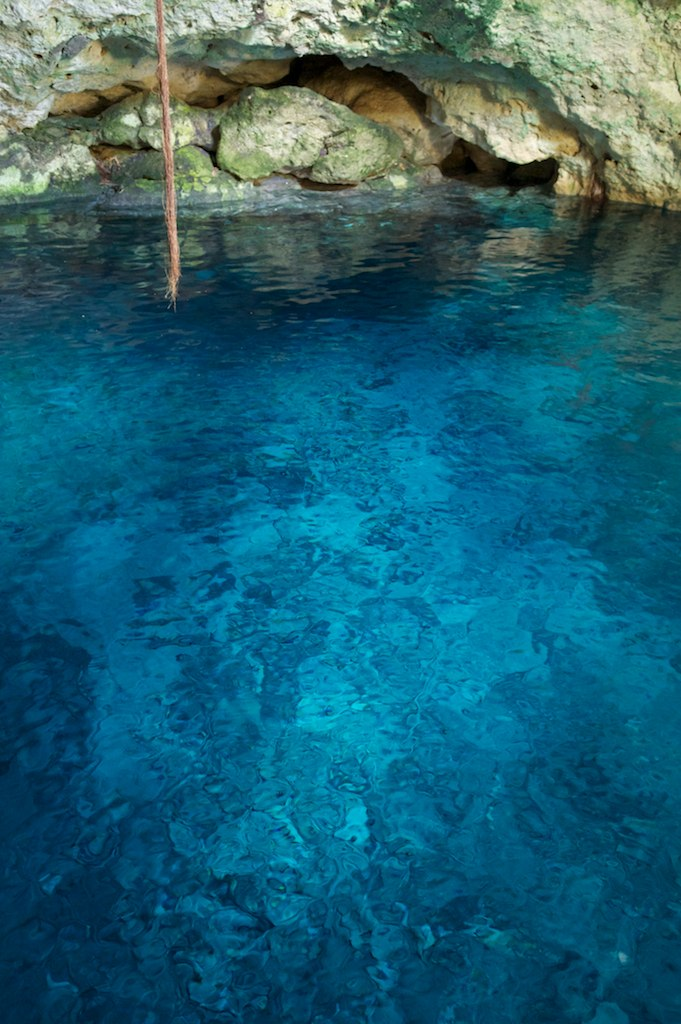
Otra vista del cenote Chansinic'Ché. Es el segundo de los tres cenotes que se visitan en las cercanías de Cuzamá.
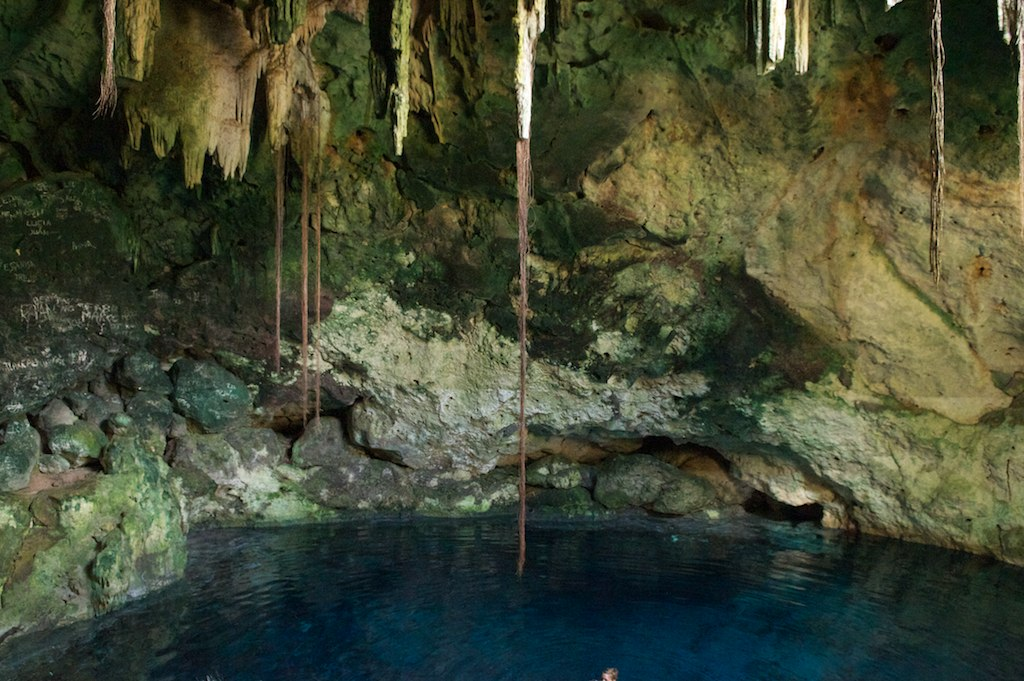
Cenote Bolón-Chohol (hoyo de murciélago).
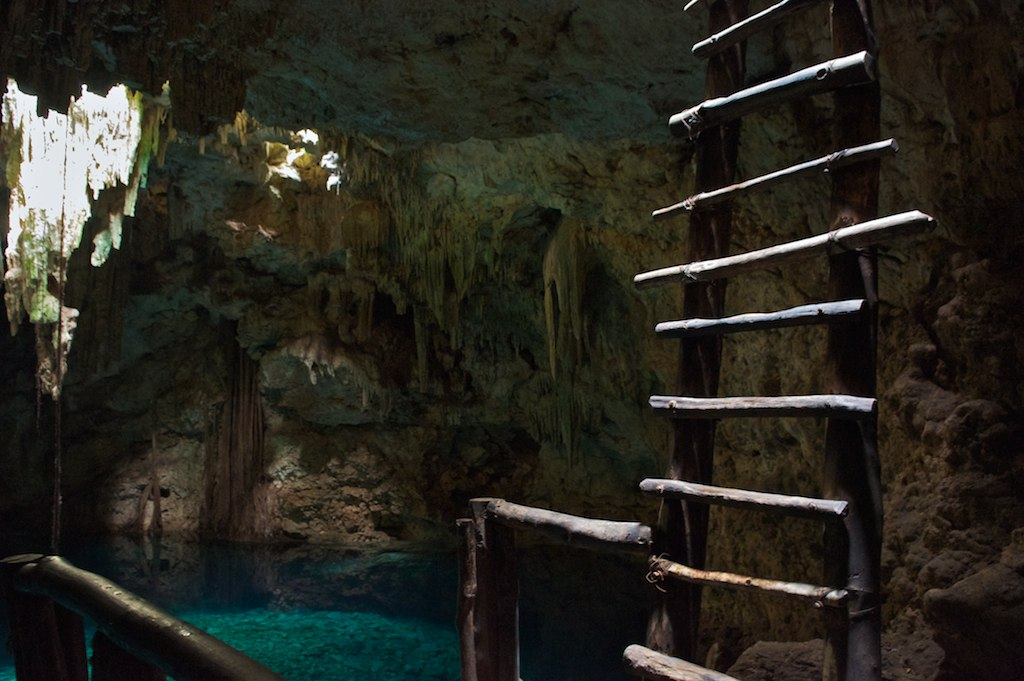
Otra vista del cenote Bolón-Chohol. De los tres cenotes de Cuzamá es el de más difícil acceso.

### Fiestas
Fiestas civiles
- Aniversario de la Independencia de México: 16 de septiembre.
- Aniversario de la Revolución mexicana: El 20 de noviembre.

Fiestas religiosas
- Semana Santa: jueves y viernes Santos.
- Día de la Santa Cruz: 3 de mayo.
- Fiesta en honor de la Virgen de Guadalupe: 12 de diciembre.
- Día de Muertos: 2 de noviembre.
- Fiesta en honor de Natividad de la Virgen María: del 1 al 8 de septiembre.

## Gobierno
Se realizan elecciones cada 3 años, en donde se elige al Ayuntamiento y al primer edil que funge como presidente municipal. La presidenta municipal es María Antonia Zapata Maas, militante del PRI.
El municipio cuenta con 10 localidades, las cuales dependen directamente de la cabecera del municipio, las más importantes son: Cuzamá (cabecera municipal), Cuchbalam, Chunkanán, Eknakán, Nohchakán, Yaxkukul y Chinkilá.